# Nueva Esperanza (Chiapas)
Nueva Esperanza es una localidad del estado mexicano de Chiapas. Es parte del municipio de Tila.

## Demografía
| Gráfica de evolución demográfica |
|                                  |

| Censo | Población |
| ----- | --------- |
| 1900  | 157       |
| 1910  | 525       |
| 1921  | 509       |
| 1930  | 344       |
| 1940  | 286       |
| 1950  | 298       |
| 1960  | 1 227     |
| 1970  | 1 520     |
| 1980  | 826       |
| 1990  | 2 677     |
| 2000  | 3 314     |
| 2010  | 4 059     |
| 2020  | 4 681     |